# Olympische Sommerspiele 1900/Teilnehmer (Kanada)
| Gelbes Symbol für Goldmedaillen mit stilisierten Olympischen Ringen | Graues Symbol für Silbermedaillen mit stilisierten Olympischen Ringen | Braundes Symbol für Bronzemedaillen mit stilisierten Olympischen Ringen |
| ------------------------------------------------------------------- | --------------------------------------------------------------------- | ----------------------------------------------------------------------- |
| 1                                                                   | —                                                                     | 1                                                                       |

Kanada nahm an den Olympischen Sommerspielen 1900 in Paris, Frankreich, mit einer Delegation von zwei Sportlern teil.

## Medaillengewinner

### Olympiasieger
| Name         | Sportart       | Wettkampf            |
| ------------ | -------------- | -------------------- |
| George Orton | Leichtathletik | 2500 Meter Hindernis |

### Dritter
| Name         | Sportart       | Wettkampf        |
| ------------ | -------------- | ---------------- |
| George Orton | Leichtathletik | 400 Meter Hürden |

## Teilnehmer nach Sportarten

### Leichtathletik
- Ronald MacDonald
Marathon: 7. Platz

- George Orton
400 Meter Hürden: 3. Platz
2500 Meter Hindernis: Olympiasieger 
4000 Meter Hindernis: 5. Platz